# Каван (графство)
Каван (англ. Cavan, ірл. An Cabhán) — графство на півночі Ірландії.

## Адміністративний поділ
Входить до складу провінції Ольстер на території Республіки Ірландії. Столиця — Каван.

### Найбільші міста, містечка та села (2011)
| Місто           | Населення (2011) |
| --------------- | ---------------- |
| Каван           | 10,767           |
| Вірджинія       | 3,939            |
| Бейліборо       | 3,846            |
| Кінгскорт       | 3,229            |
| Балліджеймсдафф | 3,067            |
| Кутхілл         | 2,646            |
| Маллах          | 1,947            |
| Балліконнел     | 1,508            |
| Белтербет       | 1,360            |
| Балліна         | 1,353            |
| Шеркок          | 1,166            |
| Кіллешандра     | 1,143            |
| Кілналек        | 1,057            |